# Радянське кіно (журнал)
«Радянське кіно» — журнал Головного управління кінофотопромисловості при Раді Народних Комісарів УРСР («Українфільм»), з 1937 орган управління для справ мистецтв при Раді Народних Комісарів УРСР.
Виходив у Києві 1935—1938. Висвітлював проблеми теорії та історії кінематографії, проблеми кіномистецтва, містив статті про визначних радянських і закордонних кінорежисерів, фільмову музику, дитячі фільми тощо. Вийшло 26 чисел.